# Edwin (reżyser)
Edwin (ur. 24 kwietnia 1978 w Surabai) – indonezyjski reżyser, scenarzysta i producent filmowy.
Studiował grafikę w Surabai i reżyserię filmową w Dżakarcie. Jego pełnometrażowym debiutem fabularnym był film Ślepa świnia chce latać (2008), wyróżniony Nagrodą FIPRESCI na MFF w Rotterdamie. Druga fabuła Edwina, Pocztówki z zoo (2012), była pierwszym w historii Berlinale obrazem z Indonezji w selekcji oficjalnej festiwalu. Film startował w konkursie głównym na 62. MFF w Berlinie. Z kolei czarna komedia Pieniądze dla was, mi wystarczy zemsta (2021) zdobyła główną nagrodę Złotego Lamparta na MFF w Locarno.